# Генрі Кемпбелл-Баннерман
Генрі Кемпбелл-Баннерман (англ. Henry Campbell Bannerman; 1836, Шотландія — 1908) — британський політичний діяч. 51-й прем'єр-міністр Великої Британії з 1905 до 1908 року.

## Біографія
Кемпбелл-Баннерман є членом палати громад з 1868 року, представник ліберальної партії. Займав пости фінансового секретаря у міністерстві оборони 1871—1874 та 1880—1882 років, секретаря адміралтейства 1882—1884, міністра у справах Ірландії 1884—1885, міністра оборони у третьому кабінеті Гладстона у 1886 й у четвертому кабінеті Гладстона й міністерстві Розбері у 1892—1895 роках.
У 1895 році консерватори звинувачували його в тому, що організація військової справи в Англії впала в результаті його надмірної економії. Палата громад постановила (випадковою та вкрай непереконливою більшістю голосів), у вигляді висловлення несхвалення діяльності Кемпбелла, знизити йому платню на 100 фунтів стерлінгів; весь кабінет пов'язав свою долю з долею Кемпбелла й пішов у відставку. З тих пір він був членом ліберальної опозиції в палаті громад, а з 1899 — її лідером. У 1901 році він протистояв агресивній політиці консервативного уряду у Південній Африці й висловлювався проти війни з бурами.